# Campeonato Cearense de Futebol da Terceira Divisão de 2008
O Campeonato Cearense de Futebol - Terceira Divisão de 2008 foi a 5ª edição do torneio e contou com 15 times.

## Equipes Participantes
Campeonato disputado por :
- ALIANÇA Atlética Futebol Clube (Pacatuba)
- ALTO SANTO Esporte Clube (Alto Santo)
- ARACATI Esporte Clube (Aracati)
- Associação Desportiva ARSENAL de Caridade (Caridade)
- CALOUROS DO AR Futebol Clube (Fortaleza)
- CAUCAIA Esporte Clube (Caucaia)
- CRATEÚS Esporte Clube (Crateús)
- Associação ESPORTIVA BATURITÉ (Baturité)
- EUSÉBIO Esporte Clube (Eusébio)
- JARDIM Sport Clube (Jardim)
- Associação NOVA RUSSAS Esporte Clube (Nova Russas)
- Associação Desportiva TAUÁ (Tauá)
- Sociedade Esportiva e Cultural TERRA E MAR Clube (Fortaleza)
- TIANGUÁ Esporte Clube (Tianguá)
- UNIÃO Desportiva MESSEJANA (Fortaleza)

## Classificação

### Primeira Fase
Grupo A 
- 1º Eusébio (14 pts)
- 2º Aracati (13 pts)
- 3º Calouros do Ar (12 pts)
- 4º Alto Santo (11 pts)
- 5º União Messejana (10 pts)
- 6º Jardim (07 pts)
- 7º Caucáia (06 pts)
- 8º Terra-e-Mar (04 pts)

Grupo B 
- 1º Tauá (13 pts)
- 2º Crateús (10 pts)
- 3º Baturité (10 pts)
- 4º Aliança (09 pts)
- 5º Nova Russas (07 pts)
- 6º Arsenal de Caridade (06 pts)
- 7º Tianguá (02 pts)

### Fase Final
Grupo C 
- 1º  Aracati (20 pts) (campeão e promovido)
- 2º Tauá (19 pts) (vice campeão e promovido)
- 3º Baturité (19 pts)
- 4º Eusébio (14 pts)
- 5º Calouros do Ar (11 pts)
- 6º Crateús (06 pts)